# Grecia ai Giochi olimpici
La Grecia ha partecipato per la prima volta ai Giochi olimpici nel 1896, anno in cui ne ospitò la prima edizione. Successivamente si candidò per organizzare i Giochi del centenario che tuttavia, contrariamente a quanto ci si attendeva, furono assegnati alla città statunitense di Atlanta. Ad Atene andò invece l'incarico di ospitare l'edizione del 2004.
Gli atleti greci hanno vinto un totale di 121 medaglie ai Giochi olimpici estivi e nessuna ai Giochi olimpici invernali.
Il Comitato Olimpico Ellenico venne creato e riconosciuto dal CIO nel 1894.

## Medaglieri

### Medaglie ai Giochi estivi
| Giochi                         | Oro | Argento | Bronzo | Totale |
| ------------------------------ | --- | ------- | ------ | ------ |
| Atene 1896 (nazione ospitante) | 10  | 18      | 19     | 47     |
| Parigi 1900                    | 0   | 0       | 0      | 0      |
| St. Louis 1904                 | 1   | 0       | 1      | 2      |
| Londra 1908                    | 0   | 3       | 0      | 3      |
| Stoccolma 1912                 | 1   | 0       | 1      | 2      |
| Anversa 1920                   | 0   | 1       | 0      | 1      |
| Parigi 1924                    | 0   | 0       | 0      | 0      |
| Amsterdam 1928                 | 0   | 0       | 0      | 0      |
| Los Angeles 1932               | 0   | 0       | 0      | 0      |
| Berlino 1936                   | 0   | 0       | 0      | 0      |
| Londra 1948                    | 0   | 0       | 0      | 0      |
| Helsinki 1952                  | 0   | 0       | 0      | 0      |
| Melbourne 1956                 | 0   | 0       | 1      | 1      |
| Roma 1960                      | 1   | 0       | 0      | 1      |
| Tokyo 1964                     | 0   | 0       | 0      | 0      |
| Città del Messico 1968         | 0   | 0       | 1      | 1      |
| Monaco 1972                    | 0   | 2       | 0      | 2      |
| Montreal 1976                  | 0   | 0       | 0      | 0      |
| Mosca 1980                     | 1   | 0       | 2      | 3      |
| Los Angeles 1984               | 0   | 1       | 1      | 2      |
| Seul 1988                      | 0   | 0       | 1      | 1      |
| Barcellona 1992                | 2   | 0       | 0      | 2      |
| Atlanta 1996                   | 4   | 4       | 0      | 8      |
| Sydney 2000                    | 4   | 6       | 3      | 13     |
| Atene 2004 (nazione ospitante) | 6   | 6       | 4      | 16     |
| Pechino 2008                   | 0   | 2       | 2      | 4      |
| Londra 2012                    | 0   | 0       | 2      | 2      |
| Rio de Janeiro 2016            | 3   | 1       | 2      | 6      |
| Tokyo 2020                     | 2   | 1       | 1      | 4      |
| Parigi 2024                    | 1   | 1       | 6      | 8      |
| Totale                         | 36  | 46      | 47     | 129    |

### Medaglie ai Giochi invernali
| Giochi                      | Oro              | Argento          | Bronzo           | Totale           |
| --------------------------- | ---------------- | ---------------- | ---------------- | ---------------- |
| Garmisch-Partenkirchen 1936 | 0                | 0                | 0                | 0                |
| St. Moritz 1948             | 0                | 0                | 0                | 0                |
| Oslo 1952                   | 0                | 0                | 0                | 0                |
| Cortina d'Ampezzo 1956      | 0                | 0                | 0                | 0                |
| Squaw Valley 1960           | non partecipante | non partecipante | non partecipante | non partecipante |
| Innsbruck 1964              | 0                | 0                | 0                | 0                |
| Grenoble 1968               | 0                | 0                | 0                | 0                |
| Sapporo 1972                | 0                | 0                | 0                | 0                |
| Innsbruck 1976              | 0                | 0                | 0                | 0                |
| Lake Placid 1980            | 0                | 0                | 0                | 0                |
| Sarajevo 1984               | 0                | 0                | 0                | 0                |
| Calgary 1988                | 0                | 0                | 0                | 0                |
| Albertville 1992            | 0                | 0                | 0                | 0                |
| Lillehammer 1994            | 0                | 0                | 0                | 0                |
| Nagano 1998                 | 0                | 0                | 0                | 0                |
| Salt Lake City 2002         | 0                | 0                | 0                | 0                |
| Torino 2006                 | 0                | 0                | 0                | 0                |
| Vancouver 2010              | 0                | 0                | 0                | 0                |
| Soči 2014                   | 0                | 0                | 0                | 0                |
| Pyeongchang 2018            | 0                | 0                | 0                | 0                |
| Pechino 2022                | 0                | 0                | 0                | 0                |
| Totale                      | 0                | 0                | 0                | 0                |

### Medaglie per sport
| Sport             | Oro | Argento | Bronzo | Totale |
| ----------------- | --- | ------- | ------ | ------ |
| Atletica leggera  | 8   | 12      | 10     | 30     |
| Sollevamento pesi | 6   | 5       | 4      | 15     |
| Ginnastica        | 5   | 3       | 4      | 12     |
| Tiro a segno      | 4   | 4       | 5      | 13     |
| Vela              | 3   | 2       | 3      | 8      |
| Scherma           | 2   | 1       | 1      | 4      |
| Nuoto             | 1   | 4       | 3      | 8      |
| Lotta             | 1   | 3       | 7      | 11     |
| Ciclismo          | 1   | 3       | 0      | 4      |
| Taekwondo         | 1   | 3       | 0      | 4      |
| Canottaggio       | 1   | 1       | 2      | 4      |
| Judo              | 1   | 0       | 1      | 2      |
| Tuffi             | 1   | 0       | 0      | 1      |
| Tennis            | 0   | 2       | 1      | 3      |
| Pallanuoto        | 0   | 2       | 0      | 2      |
| Totale            | 35  | 45      | 41     | 121    |